# Aeroport de Granada
L'Aeroport de Granada, oficialment denominat Aeropuerto Federico García Lorca Granada-Jaén, es troba al municipi de Chauchina, a 17 quilòmetres de Granada i a 106 de Jaén. L'Aeroport ofereix nombroses destinacions tant nacionals com internacionals, com Londres, Nottingham, Liverpool, Milà o Frankfurt.

## Codis Internacionals
- Codi IATA: GRX
- Codi OACI: LEGR

## Infraestructures
- 1 pista d'aterratge 1.900 metres
- 1 terminal de passatgers
- 1 aparcament per a: 
  - 450 places de cotxe
  - 99 places per a cotxes de lloguer
  - 4 places d'autocar